# Arthrura shiinoi
Arthrura shiinoi is een naaldkreeftjessoort uit de familie van de Tanaellidae. De wetenschappelijke naam van de soort is voor het eerst geldig gepubliceerd in 1973 door Kudinova-Pasternak.